# Tattoos and Tequila
Tattoos and Tequila è il terzo album solista di Vince Neil, uscito il 22 giugno 2010 per l'etichetta discografica Eleven Seven. Si tratta di un album composto quasi interamente da cover.

## Tracce
1. Tattoos & Tequila (Frederiksen) 3:44
2. He's a Whore (Nielsen) 2:49 (Cheap Trick Cover)
3. AC DC (Chapman, Chinn) 4:08 (Sweet Cover)
4. Nobody's Fault (Tyler, Whitford) 4:44 (Aerosmith Cover)
5. Another Bad Day (Sixx, Michael, Guns, Kadish) 4:07
6. No Feelings (Jones, Matlock, Cook, Lydon) 2:50 (Sex Pistols Cover)
7. Long Cool Woman (Clarke, Cook, Greenaway) 3:27 (The Hollies Cover)
8. Another Piece of Meat (Schenker, Rarebell 3:08 (Scorpions Cover)
9. Who'll Stop the Rain (Fogerty 2:51 (Creedence Clearwater Revival Cover)
10. Viva Las Vegas (Pomus, Shuman) 2:54 (Elvis Presley Cover)
11. The Bitch Is Back (John, Taupin) 3:48 (Elton John Cover)
12. Beer Drinkers & Hell Raisers (Gibbons, Hill, Beard) 2:45 (ZZ Top Cover) (Bonus track)

## Formazione
- Vince Neil - voce
- Jeff Blando - chitarra
- Dana Strum - basso
- Zoltan Chaney - batteria